# Saulzoir
Saulzoir est une commune française, située dans le département du Nord (59) en région Hauts-de-France.
Ses habitants sont appelés les Salicétains. Leur nom jeté est les noirs talons.

## Géographie

### Localisation
Le village est situé dans la vallée de la Selle à 7,3 km au nord-ouest de Solesmes à vol d'oiseau, à 14,4 km au sud de Valenciennes, et à 16,1 km de Cambrai, le chef-lieu d'arrondissement. Lille, la capitale régionale, est à 51,4 km,.
| Haspres             |              | Verchain-Maugré |
|                     | Saulzoir     | Haussy          |
| Villers-en-Cauchies | Saint-Aubert | Montrécourt     |

### Hydrographie

#### Réseau hydrographique
La commune est située dans le bassin Artois-Picardie. Elle est drainée par la Selle ou Escaut,.
La Selle, d'une longueur de 46 km, prend sa source dans la commune de Molain et se jette  dans le canal de l'Escaut à Denain, après avoir traversé 17 communes. Les caractéristiques hydrologiques de la Selle sont données par la station hydrologique située sur la commune. Le débit moyen mensuel est de 2,24 m3/s. Le débit moyen journalier maximum est de 11,6 m3/s, atteint lors de la crue du 21 juillet 1980. Le débit instantané maximal est quant à lui de 9,77 m3/s, atteint le 25 mars 2001.

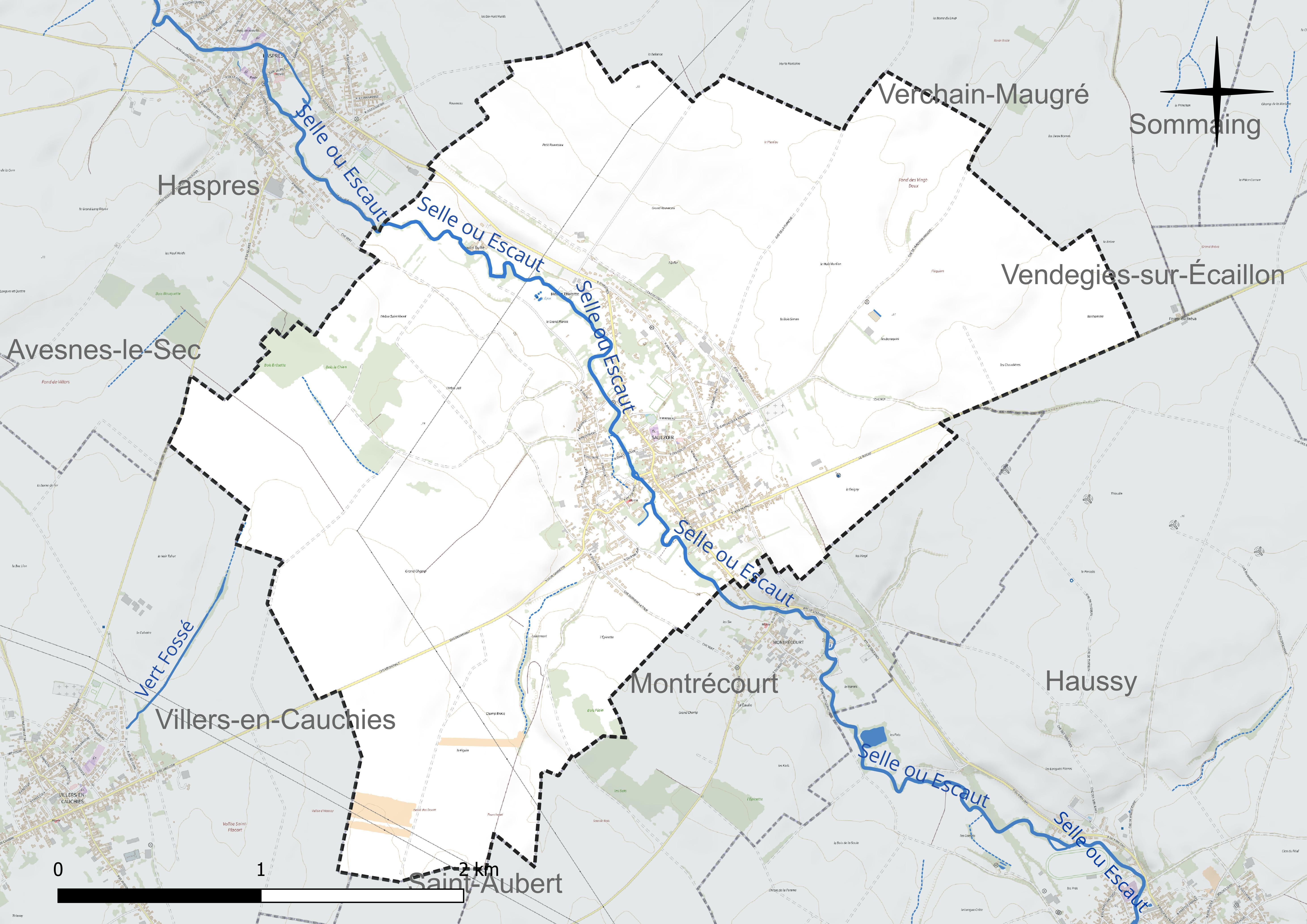
Réseau hydrographique de Saulzoir.

#### Gestion et qualité des eaux
Le territoire communal est couvert par le schéma d'aménagement et de gestion des eaux (SAGE) « Escaut ». Ce document de planification concerne un territoire de 2 005 km2 de superficie, délimité par le bassin versant de l'Escaut. Le périmètre a été arrêté le 9 juin 2006 et le SAGE proprement dit a été approuvé le 13 juillet 2021. La structure porteuse de l'élaboration et de la mise en œuvre est le syndicat mixte Escaut et Affluents (SyMEA). 
La qualité des cours d'eau peut être consultée sur un site dédié géré par les agences de l'eau et l'Agence française pour la biodiversité.

### Climat
Pour des articles plus généraux, voir Climat des Hauts-de-France et Climat du Nord.
En 2010, le climat de la commune est de type climat océanique dégradé des plaines du Centre et du Nord, selon une étude du CNRS s'appuyant sur une série de données couvrant la période 1971-2000. En 2020, Météo-France publie une typologie des climats de la France métropolitaine dans laquelle la commune est dans une zone de transition entre le climat océanique et le climat océanique altéré et est dans la région climatique  Nord-est du bassin Parisien, caractérisée par un ensoleillement médiocre, une pluviométrie moyenne régulièrement répartie au cours de l'année et un hiver froid (3 °C). 
Pour la période 1971-2000, la température annuelle moyenne est de 10,4 °C, avec une amplitude thermique annuelle de 14,9 °C. Le cumul annuel moyen de précipitations est de 739 mm, avec 12,1 jours de précipitations en janvier et 9,3 jours en juillet. Pour la période 1991-2020, la température moyenne annuelle observée sur la station météorologique la plus proche, située sur la commune de Valenciennes à 14 km à vol d'oiseau, est de 11,0 °C et le cumul annuel moyen de précipitations est de 694,1 mm,. Pour l'avenir, les paramètres climatiques de la commune estimés pour 2050 selon différents scénarios d'émission de gaz à effet de serre sont consultables sur un site dédié publié par Météo-France en novembre 2022.

### Voies de communication et transports
Saulzoir est au croisement des routes départementales D114, dite aussi « chaussée Brunehaut », ancienne voie romaine de Cambrai à Bavay, et D955 du Cateau-Cambrésis à Denain.
La commune est desservie par deux lignes du réseau CambrésiX, groupement composé de six entreprises de transport locales, l'une reliant Caudry à Famars (Université de Valenciennes) via Solesmes, l'autre Cambrai à Haussy.
La gare SNCF la plus proche est à Valenciennes.

## Urbanisme

### Typologie
Au 1er janvier 2024, Saulzoir est catégorisée bourg rural, selon la nouvelle grille communale de densité à sept niveaux définie par l'Insee en 2022.
Elle est située hors unité urbaine. Par ailleurs la commune fait partie de l'aire d'attraction de Valenciennes (partie française), dont elle est une commune de la couronne,. Cette aire, qui regroupe 102 communes, est catégorisée dans les aires de 200 000 à moins de 700 000 habitants,.

### Occupation des sols
L'occupation des sols de la commune, telle qu'elle ressort de la base de données européenne d'occupation biophysique des sols Corine Land Cover (CLC), est marquée par l'importance des territoires agricoles (85,8 % en 2018), une proportion sensiblement équivalente à celle de 1990 (86,3 %). La répartition détaillée en 2018 est la suivante : 
terres arables (80,2 %), zones urbanisées (11,9 %), prairies (3,3 %), zones agricoles hétérogènes (2,3 %), forêts (2,3 %). L'évolution de l'occupation des sols de la commune et de ses infrastructures peut être observée sur les différentes représentations cartographiques du territoire : la carte de Cassini (XVIIIe siècle), la carte d'état-major (1820-1866) et les cartes ou photos aériennes de l'IGN pour la période actuelle (1950 à aujourd'hui).

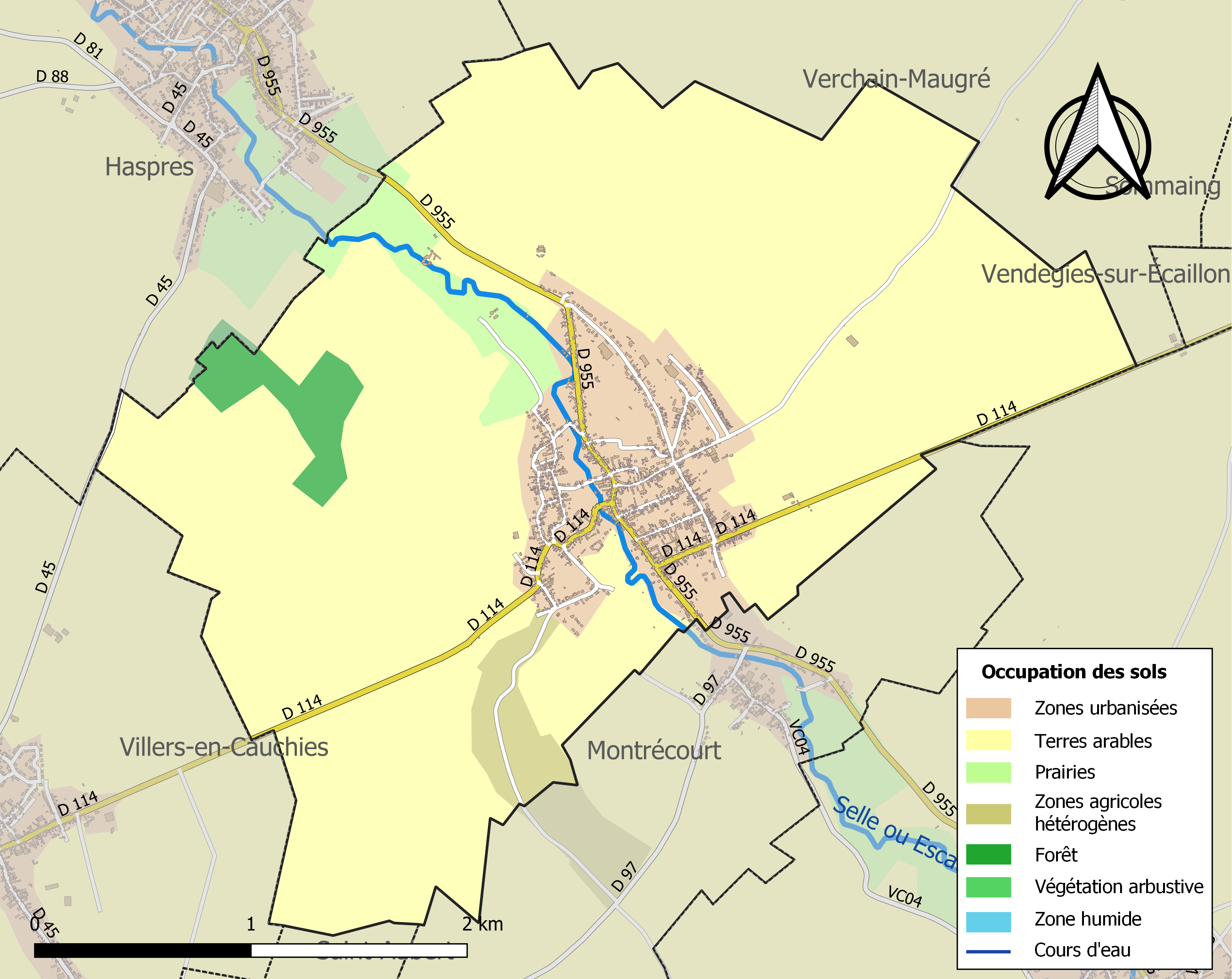
Carte des infrastructures et de l'occupation des sols de la commune en 2018 (CLC).

### Logement
En 2008, Saulzoir comptait 680 résidences principales, auxquelles s'ajoutaient 41 logements vacants, soit 5,6 % du total, et un faible nombre de résidences secondaires ou logements occasionnels. Les maisons représentaient 99,4 % de l'ensemble des logements, pourcentage en légère baisse par rapport au recensement de 1999 (98,1 %) mais nettement supérieur à celui observé dans le département du Nord (68,6 %).
La part de résidences principales datant d'avant 1949 s'élevait à 50,8 %. Pour les constructions plus récentes, 25,1 % des logements dataient d'entre 1949 et 1974 et 24 % d'après 1975.

## Toponymie
On trouve le village diversement mentionné sous les noms de Sauziaco en 1095, Sausoir en 1104, Sausoit aux XIIe et XIVe siècles, Sausoith et Sauzoer en 1137, ou encore Saulsoit, Salsoir, Sausois, Salsoi ou Salzoi, Sauzoeis, Sauzoers. Tous ces noms indiquent une saulaie ou saussaie, un lieu planté de saules.

## Histoire
Saulzoir est le site supposé de la bataille du Sabis (ancien nom de la Selle) où Jules César raconte dans sa Guerre des Gaules avoir défait le peuple gaulois des Nerviens en 57 av. J.-C. L'Abbaye des Dames de Beaumont a déclaré posséder des biens dans le village en 1602.
En 1802-1803,Saulzoir fait partie des quelques communes du département du Nord où existe un culte protestant, de même qu'à Lecelles, Walincourt, Illies...
Le parc éolien des Saules est mis en service fin décembre 2023.

## Politique et administration

### Situation administrative
La commune de Saulzoir se situe dans le département du Nord et fait partie de la région Hauts-de-France. Elle appartient à l'arrondissement de Cambrai (à 17 km) et au Canton de Caudry (à 16 km).
La commune est membre de la Communauté de communes du Pays Solesmois, qui rassemble 15 communes (Beaurain, Bermerain, Capelle, Escarmain, Haussy, Montrécourt, Romeries, Saint-Martin-sur-Écaillon, Saint-Python, Saulzoir, Solesmes, Sommaing, Vendegies-sur-Écaillon, Vertain et Viesly) pour une population totale d'un peu moins de 15 000 habitants.

### Administration municipale
La commune ayant entre 1 500 et 2 500 habitants en 2008 le nombre de conseillers municipaux est de 19. Depuis 2014, le maire est Gilbert Gernet.

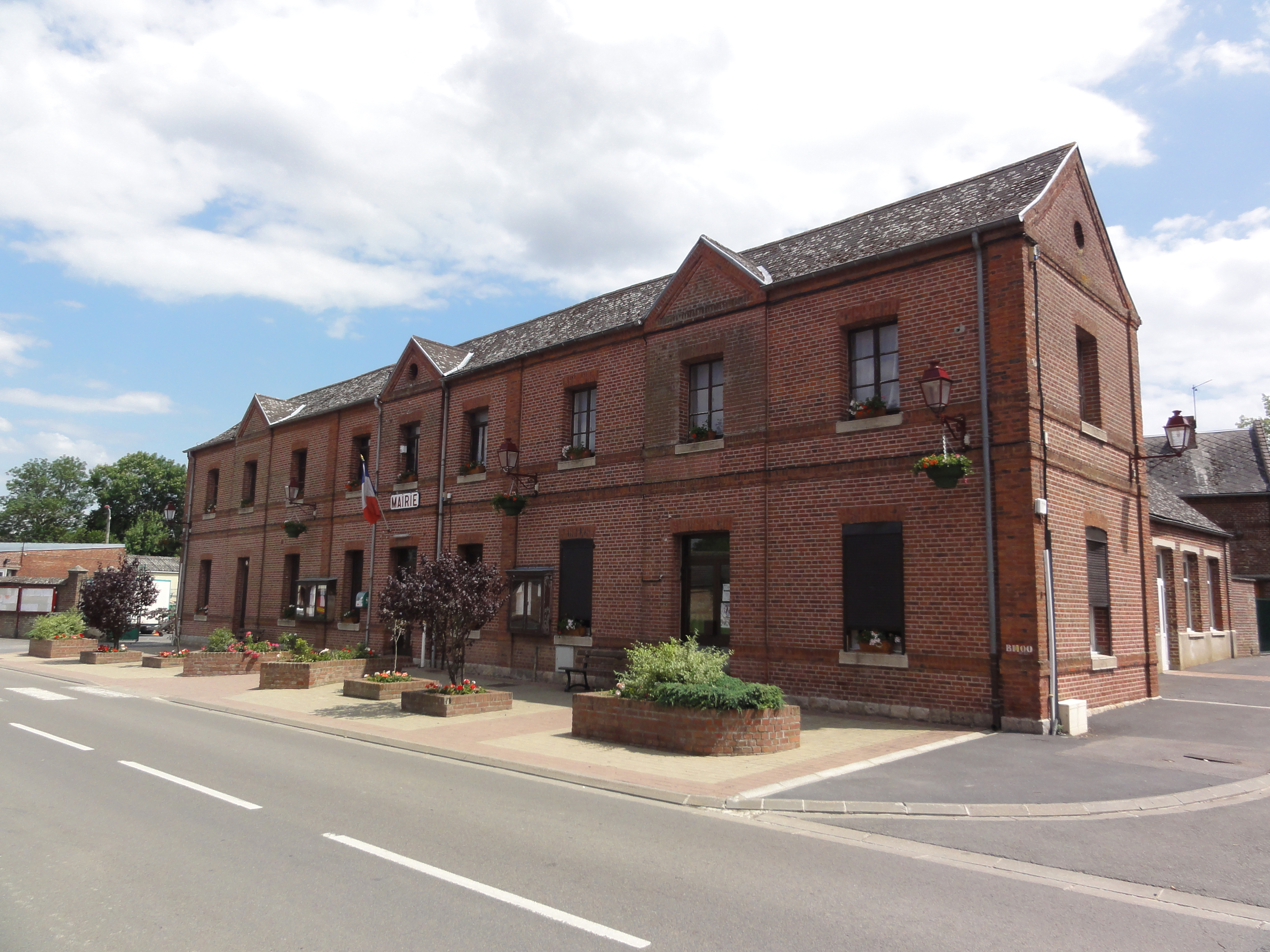
La mairie de Saulzoir

En 2011, la commune de Saulzoir a été récompensée par le label « Ville Internet @@ ».
À la suite des élections municipales de 2020, la composition du Conseil municipal de Saulzoir est la suivante :

### Liste des Maires
| Période                                  | Période  | Identité                      | Étiquette | Qualité                                                 |
| ---------------------------------------- | -------- | ----------------------------- | --------- | ------------------------------------------------------- |
| 1808                                     | 1820     | Félix Héniau                  |           |                                                         |
| 1821                                     | 1831     | Jacques-Joseph Malaquin       |           |                                                         |
| 1831                                     | 1844     | Antoine-Louis Boulogne        |           |                                                         |
| 1844                                     | 1848     | Pierre-Joseph Leduc           |           |                                                         |
| 1848                                     | 1867     | Scipion Mériaux               |           | Maire provisoire du 18 mars au 14 août 1848             |
| 1867                                     | 1870     | Jean-Baptiste Marchant        |           |                                                         |
| 1870                                     | 1870     | Jean-Baptiste-Eugène Marchant |           |                                                         |
| 1870                                     | 1878     | Théodore Mascaux              |           |                                                         |
| 1878                                     | 1881     | Auguste Boulogne              |           |                                                         |
| 1881                                     | 1885     | Auguste Gouvion               |           |                                                         |
| 1885                                     | 1908     | Eugène Marchant-Canquelain    |           |                                                         |
| 1908                                     | 1909     | Napoléon Guille               |           |                                                         |
| 1909                                     | 1915     | Bernard Canonne               |           |                                                         |
| 1915                                     | 1920     | Antoine Basquin               |           | Adjoint au maire de 1908 à 1915                         |
| 1920                                     | 1929     | Émile Boucly                  |           |                                                         |
| 1929                                     | 1929     | Numa Bourlet                  |           | Marchand de beurre                                      |
| 1929                                     | 1935     | Paul Richez                   |           |                                                         |
| 1935                                     | 1939     | Henri Pouré                   |           |                                                         |
| 1939                                     | 1944     | Ernest Guille                 |           |                                                         |
| 1944                                     | 1945     | Benoît Boutelier              |           |                                                         |
| 1945                                     | 1957     | Émile Boucly                  |           |                                                         |
| 1957                                     | 1965     | Paul Leduc                    |           |                                                         |
| 1965                                     | 1975     | Alcide Lagrue                 | PCF       |                                                         |
| 1975                                     | 1977     | Julien Plouchart              | PS        |                                                         |
| 1977                                     | 1986     | Guy Lanciaux                  | PCF       |                                                         |
| 1986                                     | 2001     | Bernard Monsergent            | PCF       |                                                         |
| 2001                                     | 2008     | Jean Bourgeois                | DVG       | Vice-président de la CCPS                               |
| 2008                                     | 2014     | Germaine Forgeois             | PCF       | Institutrice retraitée Première femme maire de Saulzoir |
| 2014                                     | en cours | Gilbert Gernet                | UDI       | Professeur de mathématiques                             |
| Les données manquantes sont à compléter. |          |                               |           |                                                         |

### Tendances politiques et résultats
Les consultations électorales récentes à Saulzoir montrent une tendance partisane favorable à la gauche.
Au premier tour de l'élection présidentielle de 2017, les quatre candidats arrivés en tête à Saulzoir sont Marine Le Pen (FN, 32,73 %), Jean-Luc Mélenchon (FI, 20,87 %), François Fillon (Les Républicains, 16,00 %) et Emmanuel Macron (En marche !, 15,28 %) avec un taux de participation de 82,37 %. Au deuxième tour Marine Le Pen arrive en tête avec 52,09 % des voix avec un taux de participation de 77,88 %.
Au deuxième tour des élections régionales de 2015, 51,10 % des suffrages exprimés sont allés à la liste conduite par Xavier Bertrand (Les Républicains), et 48,90 % à la liste FN de Marine Le Pen, pour un taux de participation de 63,02 %.
Au premier tour des élections départementales de 2015, 32,37 % des électeurs ont voté Jean Danjou et Mélanie Disdier (FN-RBM), 27,75 % pour Guy Bricout et Anne-Sophie Lécuyer (Divers droite), 23,41 % pour Delphine Bataille et Georges Flamengt (PS), et 14,47 % pour Alexandre Basquin et Brigitte Lefebvre (Front de gauche), avec un taux de participation de 53,09 %. Au second tour, Guy Bricout et Anne-Sophie Lécuyer arrivent en tête avec 55,85 % des voix, suivis de Jean Danjou et Mélanie Disdier (44,15 %). Le taux de participation était de 49,16 %.
Aux élections européennes de 2014, les quatre meilleurs scores à Saulzoir étaient la liste Rassemblement bleu Marine conduite par Marine Le Pen avec 37,78 % des suffrages exprimés, la liste UDI-MoDem avec 14,59 %, la liste UMP avec 12,30 % et la liste Socialiste avec 7,91 %.
Aux élections municipales de 2014, la liste conduite par Gilbert Gernet « Volontaires pour l'avenir » (UDI) a emporté 54,25 % des suffrages exprimés (soit 542 voix) et 15 élus, face à la liste « Avançons ensemble pour Saulzoir » (DVG) conduite par Bertrand Mer, 1er adjoint sortant, 31,13 % (311 voix) et 3 élus, et la liste « Saulzoir Autrement » (UDI) conduite par Jean-Marie Leriche, 14,61 % (146 voix) et 1 élu. Il n'y a pas eu de second tour.
Au premier tour de l'élection présidentielle de 2012, les quatre candidats arrivés en tête à Saulzoir sont François Hollande (PS, 27,26 %), Marine Le Pen (FN, 23,48 %), Nicolas Sarkozy (UMP, 20,05 %) et Jean-Luc Mélenchon (Front de gauche, 17,50 %) avec un taux de participation de 83,05 %. Au deuxième tour François Hollande arrive en tête avec 54,30 % des voix avec un taux de participation de 83,26 %.
Au deuxième tour des élections régionales de 2010, 55,86 % des suffrages exprimés sont allés à la liste conduite par Daniel Percheron (PS), 21,10 % à celle de Valérie Létard (UMP), et 23,03 % à la liste FN de Marine Le Pen, pour un taux de participation de 55,25 %.
Aux élections européennes de 2009, les deux meilleurs scores à Saulzoir étaient ceux de la liste de la majorité présidentielle conduite par Dominique Riquet, qui a obtenu 125 suffrages soit 22,12 % des suffrages exprimés (département du Nord 24,57 %), et de la liste du Front de gauche conduite par Jacky Hénin, qui a obtenu 101 suffrages soit 17,88 % des suffrages exprimés (département du Nord 8,01 %), pour un taux de participation de 42,95 %.
Aux élections municipales de 2008, la liste de Germaine Forgeois « Union de la gauche » avait emporté 14 sièges au conseil municipal, face à la liste « Bien vivre à Saulzoir » conduite par l'adjoint sortant Hervé Berquet (5 sièges). À Saulzoir, on votait encore par scrutin majoritaire plurinominal avec panachage autorisé.
Au deuxième tour de l'élection présidentielle de 2007, 48,72 % des électeurs ont voté pour Nicolas Sarkozy (UMP), et 51,28 % pour Ségolène Royal (PS), avec un taux de participation de 85,16 %.
Au deuxième tour des élections législatives de 2007, 47,22 % des électeurs de Saulzoir ont voté pour Marie-Sophie Lesne (UMP) (47,22 % dans la 22e circonscription du Nord), 52,78 % pour Christian Bataille (PS) (52,78 % dans la circonscription), avec un taux de participation de 63,26 % à Saulzoir et de 63,90 % dans la circonscription.

### Instances judiciaires et administratives
La commune de Saulzoir est dans le ressort de la cour d'appel de Douai, du tribunal d'instance, du tribunal de grande instance, du tribunal pour enfants et du conseil de prud'hommes de Cambrai, du tribunal de commerce de Douai, du tribunal administratif de Lille et de la cour administrative d'appel de Douai.

### Politique environnementale
La commune pratique le tri sélectif.
En 2014, le Conseil municipal vote l'implantation d'un parc éolien sur le territoire de la commune, à l'horizon 2020.

### Jumelages
Au 27 septembre 2012, Saulzoir n'est jumelée avec aucune autre commune.

## Population et société

### Démographie

#### Évolution démographique
L'évolution du nombre d'habitants est connue à travers les recensements de la population effectués dans la commune depuis 1793. Pour les communes de moins de 10 000 habitants, une enquête de recensement portant sur toute la population est réalisée tous les cinq ans, les populations de référence des années intermédiaires étant quant à elles estimées par interpolation ou extrapolation. Pour la commune, le premier recensement exhaustif entrant dans le cadre du nouveau dispositif a été réalisé en 2004.

En 2022, la commune comptait 1 685 habitants, en évolution de −5,71 % par rapport à 2016 (Nord : +0,51 %, France hors Mayotte : +2,11 %).
| 1793  | 1800  | 1806  | 1821  | 1831  | 1836  | 1841  | 1846  | 1851  |
| ----- | ----- | ----- | ----- | ----- | ----- | ----- | ----- | ----- |
| 1 531 | 1 268 | 1 552 | 1 839 | 2 159 | 2 213 | 2 227 | 2 326 | 2 213 |

| 1856  | 1861  | 1866  | 1872  | 1876  | 1881  | 1886  | 1891  | 1896  |
| ----- | ----- | ----- | ----- | ----- | ----- | ----- | ----- | ----- |
| 2 380 | 2 422 | 2 435 | 2 355 | 2 326 | 2 259 | 2 139 | 2 194 | 2 130 |

| 1901  | 1906  | 1911  | 1921  | 1926  | 1931  | 1936  | 1946  | 1954  |
| ----- | ----- | ----- | ----- | ----- | ----- | ----- | ----- | ----- |
| 2 109 | 2 032 | 2 065 | 1 798 | 1 892 | 1 863 | 1 817 | 1 770 | 1 798 |

| 1962  | 1968  | 1975  | 1982  | 1990  | 1999  | 2004  | 2006  | 2009  |
| ----- | ----- | ----- | ----- | ----- | ----- | ----- | ----- | ----- |
| 2 010 | 2 022 | 1 953 | 1 870 | 1 794 | 1 704 | 1 713 | 1 701 | 1 697 |

| 2014  | 2019  | 2022  | - | - | - | - | - | - |
| ----- | ----- | ----- | - | - | - | - | - | - |
| 1 775 | 1 688 | 1 685 | - | - | - | - | - | - |

#### Pyramide des âges
En 2018, le taux de personnes d'un âge inférieur à 30 ans s'élève à 31,9 %, soit en dessous de la moyenne départementale (39,5 %). À l'inverse, le taux de personnes d'âge supérieur à 60 ans est de 29,7 % la même année, alors qu'il est de 22,5 % au niveau départemental.
En 2018, la commune comptait 851 hommes pour 869 femmes, soit un taux de 50,52 % de femmes, légèrement inférieur au taux départemental (51,77 %).
Les pyramides des âges de la commune et du département s'établissent comme suit.
| Hommes | Classe d’âge | Femmes |
| ------ | ------------ | ------ |
| 0,4    | 90 ou +      | 0,7    |
| 6,9    | 75-89 ans    | 11,8   |
| 18,9   | 60-74 ans    | 20,5   |
| 22,5   | 45-59 ans    | 19,8   |
| 17,2   | 30-44 ans    | 17,2   |
| 15,8   | 15-29 ans    | 13,0   |
| 18,2   | 0-14 ans     | 16,9   |

| Hommes | Classe d’âge | Femmes |
| ------ | ------------ | ------ |
| 0,5    | 90 ou +      | 1,4    |
| 5,3    | 75-89 ans    | 8,1    |
| 14,8   | 60-74 ans    | 16,2   |
| 19,1   | 45-59 ans    | 18,4   |
| 19,5   | 30-44 ans    | 18,7   |
| 20,7   | 15-29 ans    | 19,1   |
| 20,2   | 0-14 ans     | 18     |

### Enseignement
La commune de Saulzoir est rattachée à la circonscription scolaire Cambrai-Le Cateau du bassin d'éducation du Cambrésis, qui dépend de l'inspection académique du Nord et de l'académie de Lille.
La commune gère le groupe scolaire public Pasteur rattaché au secteur du collège Saint-Exupéry de Solesmes.

### Équipements
- La salle des fêtes ;
- La salle de réception attenante à la mairie, une salle à diverses vocations (sport, repas, vins d'honneur...) ;
- La bibliothèque municipale aménagée dans l'ancien moulin Wallerand, au-dessus de la Selle ;
- Un espace de jeux pour enfants, âgés de 2 à 12 ans ;
- La salle de sports, inaugurée en 2017.

### Santé
En 2016, Saulzoir compte quelques professionnels de la santé : médecin généraliste, kinésithérapeute, infirmières. Une pharmacie est également installée dans la commune. Les établissements de soins les plus proches sont ceux de Denain et Le Quesnoy.

### Associations
Plus de vingt associations participent à la vie de la commune dans le domaine des arts, des sports et de la vie civique :
- Association des parents d'élèves indépendants (APEI) ;
- Association Les amis de Valentin (géant) ;
- Association Les Assoiffés ;
- Club de couture ;
- Combattants d'Algérie, Tunisie, Maroc – Prisonniers de guerre – Théâtre d'opérations extérieures (CATM-PG-TOE) ;
- Confédération nationale du logement (CNL) ;
- Équit'Action
- Football Club de Saulzoir ;
- Hakko Denshin Ryu Saulzoir ;
- Judo Club Saulzoir ;
- La Boule Salicétaine (pétanque) ;
- Le PAS D'LA L'EAU (théâtre patoisant) ;
- Les Amis Réunis de Saulzoir-Montrécourt ;
- Les Ch'tites Nounous ;
- Musique Municipale de Saulzoir ;
- Société colombophile l'Éclair ;
- Société de chasse ;
- Société des Gilles de Saulzoir ;
- Sports Loisirs Plein air ;
- Union Saulzoir-Montrécourt Basket ;
- Yoga-Asanas.
- Saulzoir Montrécourt Cycling Club

### Sports
La commune possède deux terrains de football (club résident : Football Club de Saulzoir), un terrain de pétanque, ainsi qu'un plateau sportif.

### Cultes

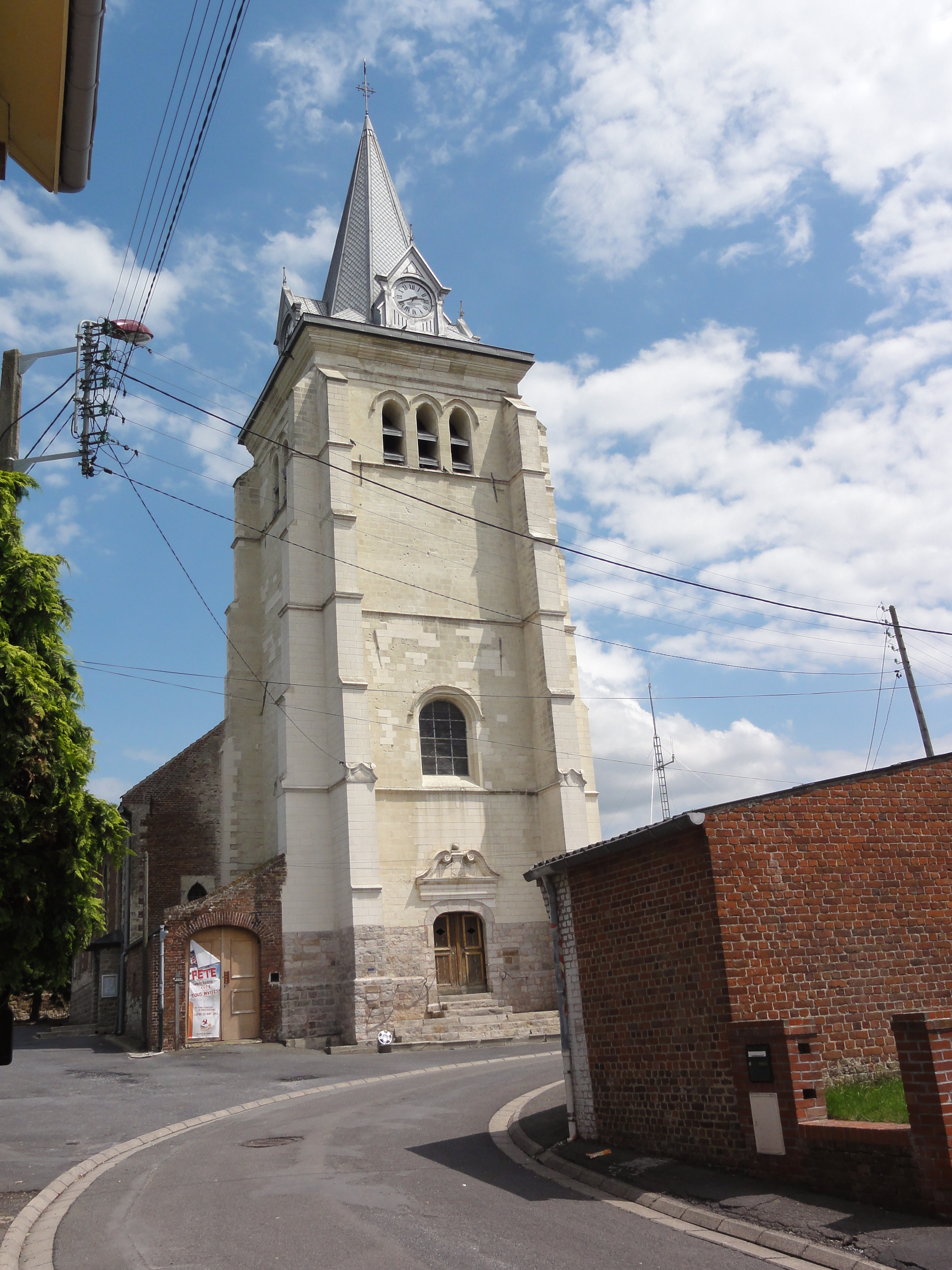
L'église Saint-Martin

Les Salicétains disposent d'un lieu de culte catholique : l'église Saint Martin. Cette église dépend de la paroisse « Saint Joseph en Solesmois », située pour partie dans l'arrondissement de Cambrai et dans celui de Valenciennes, et rattachée à l'archidiocèse de Cambrai.

## Économie

### Revenus de la population et fiscalité
En 2010, le revenu fiscal médian par ménage était de 29 328 €, ce qui plaçait Saulzoir au 15 241e rang  parmi les 31 347 communes de plus de 50 ménages en métropole.

### Emploi
Saulzoir se trouve dans le bassin d'emploi du Cambrésis. L'agence Pôle emploi pour la recherche d'emploi la plus proche est localisée à Caudry.
En 2008, la population de Saulzoir se répartissait ainsi : 69,1 % d'actifs, ce qui est inférieur aux 71,6 % d'actifs de la moyenne nationale et 10,9 % de retraités, un chiffre supérieur au taux national de 8,5 %. Le taux de chômage était de 7,3 % contre 9,3 % en 1999.

### Entreprises et commerces
Au 31 décembre 2009, Saulzoir comptait 72 établissements.
Répartition des établissements par domaines d'activité au 31 décembre 2009
|                             | Ensemble | Agriculture | Industrie | Construction | Commerce | Services |
| --------------------------- | -------- | ----------- | --------- | ------------ | -------- | -------- |
| Nombre d'établissements     | 72       | 16          | 2         | 14           | 30       | 10       |
| %                           | 100 %    | 22,2 %      | 2,8 %     | 19,4 %       | 41,7 %   | 13,9 %   |
| Sources des données : INSEE |          |             |           |              |          |          |

Voici quelques-uns des commerces présents à Saulzoir :
- La Poste ;
- Un petit supermarché ;
- Un salon de coiffure ;
- Une friterie ;
- Une pharmacie ;
- Un cabinet de kinésithérapie ;
- Une boucherie (vente directe de viande à la ferme).

## Culture locale et patrimoine

### Lieux et monuments

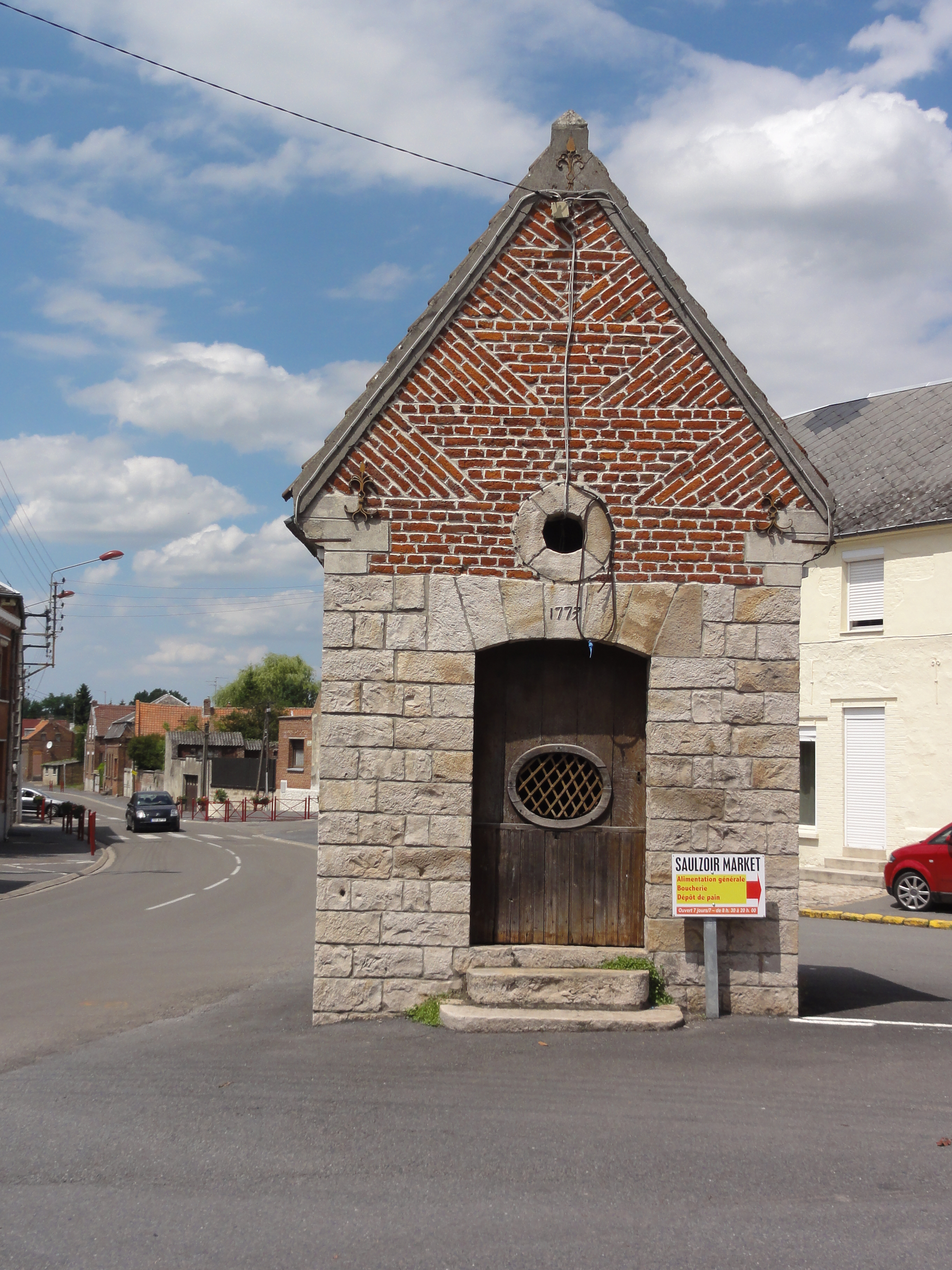
La chapelle du Christ-aux-Liens

L'église Saint-Martin date des XVIIe et XVIIIe siècles.
- Le temple protestant[réf. nécessaire]
- L'ancien château date d'avant le XIXe siècle et de 1861[réf. nécessaire].

Le moulin sur la Selle date d'avant 1914. L'existence d'un moulin à cet emplacement est antérieure au XIIe siècle. Le haut bâtiment de briques a été restauré en 1990 pour héberger la bibliothèque municipale. Il possède encore sa ventellerie. Le mécanisme du moulin est réinstallé au rez-de-chaussée.
- Le monument aux morts[49].
- Le calvaire, la chapelle du Christ-aux-Liens de 1773, la chapelle Notre Dame[réf. nécessaire].
- La fontaine de l'Oratoire.

### Patrimoine culturel

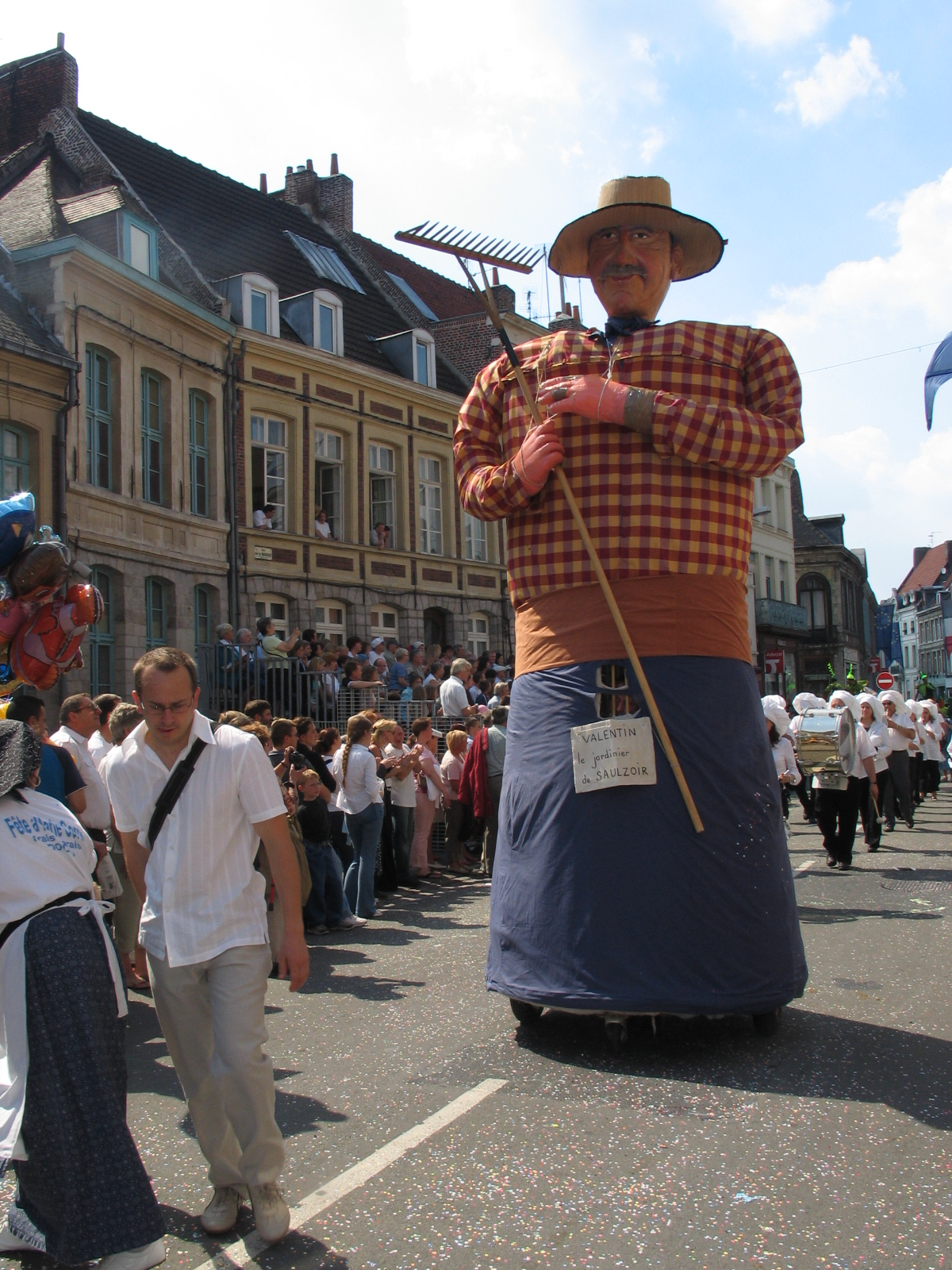
Valentin le jardinier

Le géant Valentin, créé par l'association « Les amis de Valentin ».

### Héraldique
|  | Les armes de Saulzoir se blasonnent ainsi : "D'azur au croissant d'or, accompagné de onze billettes du même, cinq en chef et six en pointe, 3, 2 et 1." |

## Pour approfondir